# Епархия Паневежиса
Епа́рхия Паневе́жиса (лат. Dioecesis Panevezensis, лит. Panevėžio vyskupija) — одна из семи епархий римско-католической церкви в Литве с кафедрой в городе Паневежис (Паневежский уезд). Входит в состав церковной провинции Вильнюса. Является суффраганной епархией архиепархии Вильнюса. Кафедральным собором епархии Паневежиса является церковь Христа Царя.
Епархия основана в 1926 году.

## Ординарии епархии
- епископ Казимерас Палтарокас[лит.] (5.04.1926 — 8.12.1957);
  - Sede vacante (1957—1991);
- епископ Juozas Preikšas (24.12.1991 — 5.01.2002);
- епископ Йонас Каунецкас (5.01.2002 — 6.06.2013);
- епископ Лёнгинас Вирбалас S.J.[2] (6.06.2013[3] — 12.06.2015);
- епископ Геннадий Линас Водопьяновас (20.05.2016 — по настоящее время).

## Деканаты
Епархия Паневежиса подразделяется на 9 деканатов:
- Аникщяйский деканат (лит. Anykščių dekanatas);
- Биржайский деканат (лит. Biržų dekanatas);
- Зарасайский деканат (лит. Zarasų dekanatas);
- Купишкский деканат (лит. Kupiškio dekanatas);
- Паневежский деканат (лит. Panevėžio dekanatas);
- Паневежио-Крякянавский деканат (лит. Panevėžio-Krekenavos dekanatas);
- Пасвальский деканат (лит. Pasvalio dekanatas);
- Рокишкский деканат (лит. Rokiškio dekanatas);
- Утенский деканат (лит. Utenos dekanatas).